# Bogany Point

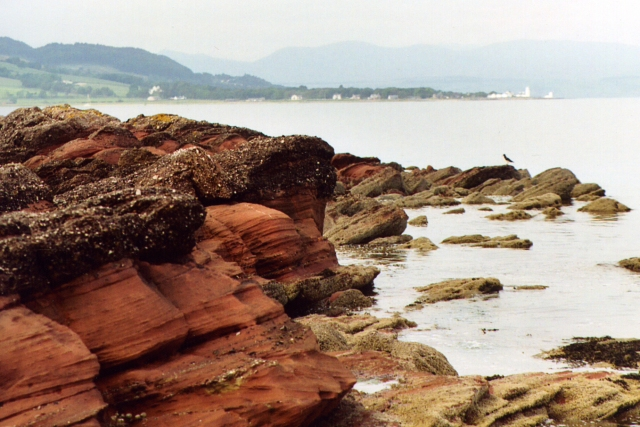
Spitze von Bogany Point in Blickrichtung Toward Point

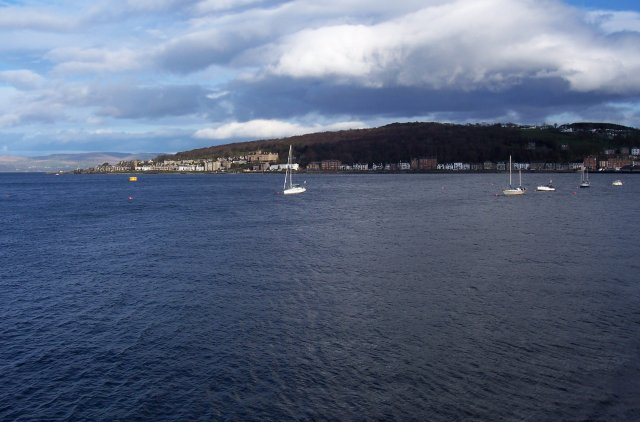
Blick über die Rothesay Bay nach Bogany Point (im Bild links)

Bogany Point ist ein Kap im Osten der Insel Bute und gehört somit administrativ zu der Council Area Argyll and Bute. Entlang der Landspitze ziehen sich die Häuser von Craigmore, einem Vorort von Rothesay, dem Hauptort der Insel. Zusammen mit dem Kap Toward Point auf der gegenüberliegenden Halbinsel Cowal markiert Bogany Point das östliche Ende der Meerenge Kyles of Bute an deren Einmündung in den Firth of Clyde. Zusammen mit dem nördlich gelegenen Kap Ardbeg Point begrenzt Bogany Point die Rothesay Bay.
Die Umgebung von Bogany Point entwickelte sich im Viktorianischen Zeitalter als sich die Insel einem zunehmenden Touristenstrom ausgesetzt sah, was den Bau von Hotelanlagen und Wohngelegenheiten auslöste. Zu diesen zählte auch das heute denkmalgeschützte Tor House. Auf Grund des Meerpanoramas an den ansteigenden Flanken der Landspitze befand sich dort eines der Hauptexpansionsgebiete. Gegen Ende des 18. Jahrhunderts als ein bevorstehender Angriff der französischen Armee vermutet wurde, errichtete man an Bogany Point Kanonenstellungen zur Abwehr feindlicher Schiffe. Im Jahre 1831 wurde an Bogany Point eine Heilquelle entdeckt, deren Wasser Haut-, Drüsen- und rheumatischen Probleme lindern soll. Im späteren 19. Jahrhundert wurde das Kap als Standort für den neuen Schiffsanleger von Rothesay ausgewählt und dieser schließlich 1877 fertiggestellt.
Als Folge des regen Schiffsverkehrs im Firth of Clyde und den Kyles of Bute sind um Bogany Point in den letzten Jahrhunderten zahlreiche Schiffsunglücke verzeichnet. So sank das 1870 gebaute Dampfschiff Louise am 3. Februar 1893 an Bogany Point. Sie befand sich mit einer Ladung Teer auf dem Weg von Rothesay nach Falkirk. Zwei Personen der dreiköpfigen Besatzung kamen dabei ums Leben.